# Yosemitské údolí

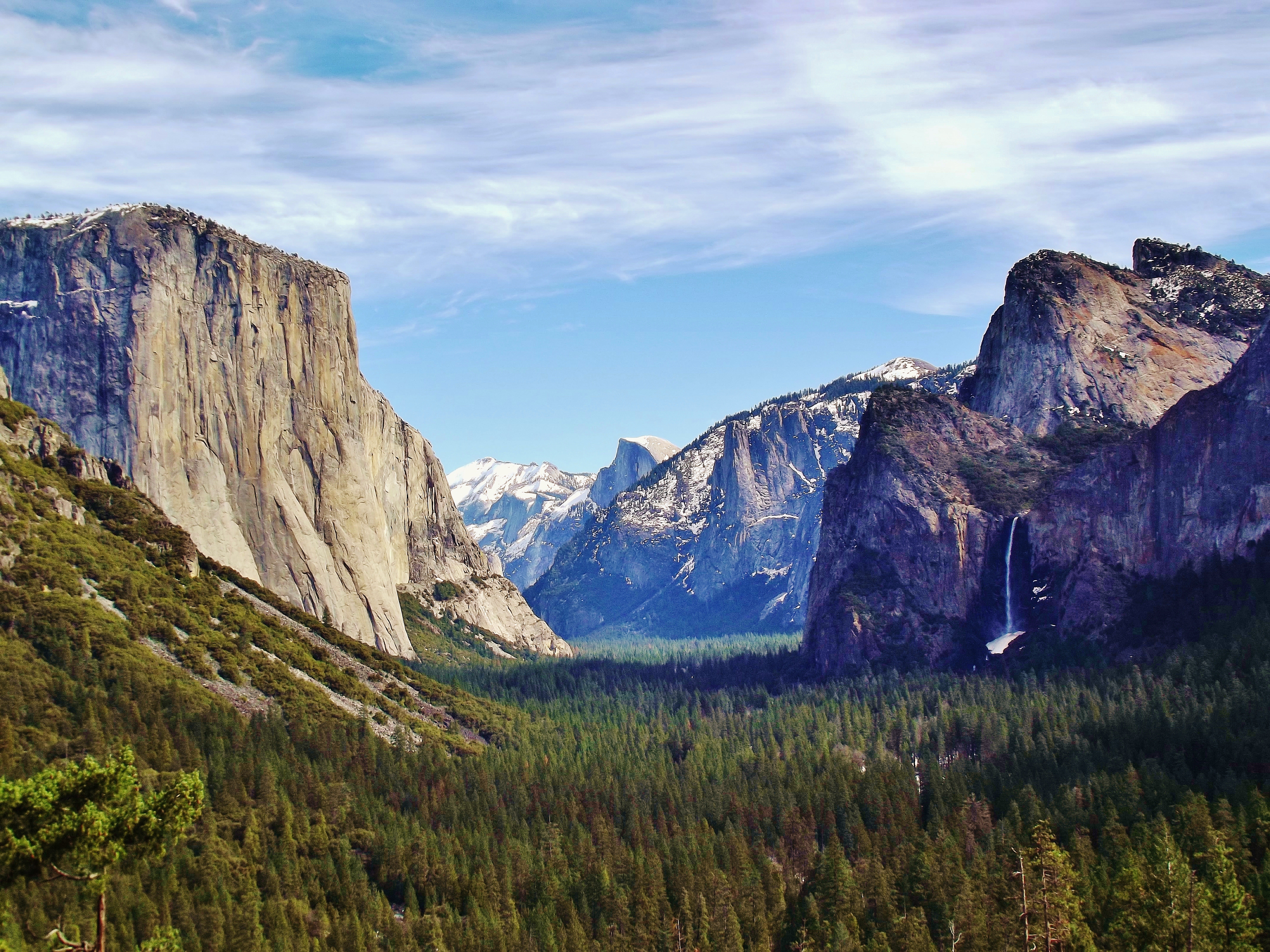
Pohled na Yosemitské údolí z vyhlídky Tunnel View

Yosemitské údolí (anglicky: Yosemite Valley, [joʊˈsɛmɨtiː]IPA) je ledovcové údolí v Yosemitském národním parku v západní částí kalifornského pohoří Sierra Nevada v centrální Kalifornii ve Spojených státech. Údolím, které je cca 12,1 kilometrů dlouhé a až 1 070 metrů hluboké, protéká řeka Merced a obklopují jej žulové vrcholy Half Dome, El Capitan, Cathedral Rock, Cloud's Rest a lesy hustě zarostlé borovicemi. Do údolí se vlévá mnoho potoků a vodopádů jako Tenaya, Illilouette, Yosemite a Bridalveil Creek. Yosemitský vodopád představuje nejvyšší vodopád v Severní Americe a je velkou turistickou atrakcí zejména na jaře, kdy je průtok vody na svém maximu. Údolí je proslulé svou přírodou a je považováno za ústřední bod Yosemitského národního parku.
Údolí je pro většinu návštěvníků hlavní atrakcí tohoto parku a v letních měsících je během turistické sezóny centrem turistického ruchu. Většina návštěvníků přijíždí do údolí ze silnic na západě a projíždí vjezdem Tunnel View. Návštěvnická zařízení se nacházejí v centru údolí. Jsou zde jak turistické stezky, které zůstávají v údolí, tak stezky vedoucí do vyšších poloh, které poskytují pohled na mnoho malebných divů parku.

## Popis
Yosemitské údolí se nachází na západním svahu pohoří Sierra Nevada, 240 km východně od San Francisca. Rozkládá se v délce 12 km zhruba ve směru východ-západ a jeho průměrná šířka je asi 1,6 km.
Yosemitské údolí tvoří pouze jedno procento rozlohy parku, ale právě sem přijíždí a zdržuje se zde většina návštěvníků. Více než půl tuctu potoků se řine z visutých údolí na vrcholcích žulových skal, které se tyčí do výšky 914–1067 m nad dnem údolí, které je samo o sobě 1219 m nad mořem. Tyto potoky se slévají do řeky Merced, která vytéká ze západního konce údolí a zbytkem kaňonu se vlévá do údolí San Joaquin. Na rovinatém dně Yosemitského údolí se rozkládají jak lesy, tak rozsáhlé otevřené louky, z nichž je vidět na okolní hřebeny a vodopády.
Níže je uveden popis těchto jevů, přičemž se nejprve podíváme na stěny nad nimi a budeme se pohybovat od západu k východu, jak to dělá návštěvník při vstupu do údolí, poté navštívíme vodopády a další vodní prvky a vrátíme se s proudem vody od východu k západu.
První pohled na Yosemitské údolí, který mnozí návštěvníci spatří, je pohled z tunelu. Z nedaleké vyhlídky bylo namalováno tolik obrazů, že ji Správa národního parku pojmenovala Artist Point. Pohled z dolního (západního) konce údolí nabízí na levé straně velký žulový monolit El Capitan a na pravé straně Cathedral Rocks s Bridalveil Fall. Těsně za tímto místem se údolí náhle rozšiřuje s Cathedral Spires a pak se špičatým obeliskem Sentinel Rock na jihu. Na druhé straně údolí na severní straně se tyčí pohoří Three Brothers (Tři bratři), které se vypínají jeden nad druhým jako štíty postavené pod stejným úhlem – nejvyšším hřebenem je Eagle Peak (Orlí vrch), dva nižší jsou známé jako Middle a Lower Brothers (Prostřední a Nižší bratři).
Až sem se údolí mírně stáčí doleva (na sever). Nyní přichází velký oblouk zpět doprava s Yosemitskými vodopády na severu, za nimiž následují Royal Arches, završené North Dome. Naproti, na jihu, se nachází Glacier Point ve výšce 975 m nad dnem údolí. V tomto místě se údolí rozděluje na dvě části, jedna se svažuje k severovýchodu, druhá se stáčí od jihu k jihovýchodu. Mezi nimi, na východním konci údolí, se nachází Half Dome, jeden z nejvýznamnějších přírodních útvarů Sierry Nevady. Nad Half Dome a severovýchodně od něj se nachází Clouds Rest; ve výšce 3025 m je to nejvyšší bod v okolí Yosemitského údolí.

## Voda
Tající sníh v pohoří Sierra utváří potoky a jezera. V okolní oblasti tyto potoky stékají na okraj údolí a vytvářejí katarakty a vodopády.
Řada potoků a ramen řeky Merced odvádí vodu z hřebene Sierry a ústí do jezera Merced. Merced pak teče až na konec kaňonu (Little Yosemite Valley), kde začíná to, čemu se často říká Giant Staircase (Obří schody). Prvním vodopádem je Nevada Fall, který dosahuje výšky 181 m a odráží se od žulového svahu pod ním. Pod ním je 97 m vysoký Vernal Fall, jeden z nejmalebnějších vodopádů v údolí. Merced pak sestupuje peřejemi a setkává se s potokem Illilouette Creek, který stéká z okraje údolí a vytváří Illilouette Fall. Oba toky se spojují na úpatí soutěsek, v nichž se nachází, a poté tečou kolem Happy Isles, aby se na východním konci vlastního Yosemitského údolí setkaly s potokem Tenaya Creek.
Potok Tenaya Creek teče jihozápadně od jezera Tenaya a dolů kaňonem Tenaya, nakonec teče mezi Half Dome a North Dome a vlévá se do řeky Merced. Následující vodopády spadají z okraje údolí a na různých místech se k němu připojují:
- Yosemite Falls 739 m, Upper Yosemite Fall 440 m, střední kaskády 200 m, Lower Yosemite Fall 98 m. (Yosemite Creek)
- Snow Creek Falls 650 m
- Sentinel Falls 590 m
- Ribbon Fall 491 m
- Royal Arch Cascade 380 m
- Lehamite Falls 360 m
- Staircase Falls 310 m
- Nevěstin závoj 190 m. (Bridalveil Creek)
- Nevada Fall 181 m
- Silver Strand Falls 175 m
- Vernal Fall 97 m

## Přírodní Yosemitské údolí
Údolí Yosemite Valley je tvořeno žulovými horninami, které se během pozdní křídy dostaly do hloubky několika kilometrů jako plutony. Postupem času došlo k vyvrásnění pohoří Sierra Nevada, které tuto horninu vystavilo erozi na povrchu.
Nejstarší z těchto žulových hornin, jejichž stáří je 114 milionů let, se vyskytují v soutěsce řeky Merced západně od údolí. El Capitan pluton pronikl do údolí a vytvořil většinu žulových hornin, jež tvoří většinu centrální části údolí, včetně Cathedral Rocks, Three Brothers a El Capitan. Nejmladším z plutonů Yosemitského údolí je 87 milionů let starý granodiorit Half Dome, který tvoří většinu hornin v Glacier Point, Royal Arches a stejnojmenném Half Dome.
Za posledních 30 milionů let ledovce pravidelně vyplňovaly velkou část údolí. Nejnovější zalednění, Wisconsinské, však nebylo nejsilnější. Doba ledová předcházející wisconsinské byla chladnější a trvala déle. Jejich ledovce byly obrovské a pokryly téměř všechny dominanty v okolí Yosemitského údolí s výjimkou Half Dome, Eagle Peak, Sentinel Dome a vrcholu El Capitan. Wisconsinské ledovce však dosahovaly pouze k Bridalveil Fall v údolí. Ledovce údolí rozšířily, ale velká část jeho šířky je ve skutečnosti způsobena předchozí říční erozí a hromadným úbytkem podél svislých spár ve stěnách údolí.
Po ústupu mnoha z těchto ledovců vznikl útvar Ancient Lake Yosemite. Dno údolí vděčí za svou rovinatost sedimentům usazeným vlivem jezera (poslední ledovce v údolí byly malé a neodnesly mnoho starých jezerních sedimentů). V posledním stádiu bylo Yosemitské jezero dlouhé asi 8,9 km a bylo zaplaveno koncovou morénou poblíž úpatí El Capitanu. Později bylo vyplněno sedimenty a stala se z něj bažinatá louka.
Paralelní ledovce Tenaya Canyon a Little Yosemite Canyon byly v místech, kudy stékaly do Yosemitského údolí poblíž úpatí Half Dome, ve svých největších hloubkách 600 m. Vytvořily také Clouds Rest za Half Dome.
V blízkosti Glacier Point se nachází 600 m převážně ledovcových sedimentů s nejméně šesti samostatnými vrstvami sedimentů jezera Yosemite. Obrovské a silně erozivní předwisconsinské ledovce zde vyhloubily skalní dno údolí a mnohem menší wisconsinské ledovce zde uložily ledovcové úlomky.

### Ekologie
Biologické prostředí na dně Yosemitského údolí je velmi rozmanité – bylo zde nalezeno více než 400 druhů trav a divokých květin a tisíce druhů hmyzu. Na nejobecnější úrovni lze údolí klasifikovat jako suchý žlutý borový les s řadou rozsáhlých otevřených luk. Mezi rostlinné a živočišné druhy, které tvoří významnou část tohoto přírodního bohatství, patří např.:
- Stromy – borovice těžká (borovice žlutá), borovice tyčová, javor, jedle bílá, cedr, dub černý kalifornský, Douglaska tisolistá, vavřín kalifornský, javor velkolistý, vrba Scoulerova, dřín tichomořský, olše bílá, topol balzámový západní
- Keře – manzanita bělokvětá, horské utrpení, azalka západní, dřín americký, sierra angrešt
- Divoké květiny – Indian pink, mýdlová rostlina, mák kalifornský, batolka prorostlá, kolinsie různolistá, mlíčák fialový, hvězdnice tichomořská, pryskyřník západní, ananasová tráva
- Savci – veverka popelavá medvěd baribal, rys červený, puma americká, kojot
- Ptáci – sýc americký, křepel horský, strnadec bělopásý, datel chocholatý, sojka Stellerova, brhlík americký, krkavec velký
- Plazi – Gilbert's skink, aligátoří ještěrka severní, chřestýš
- Obojživelníci – Sierra Nevada salamander

## Turistika

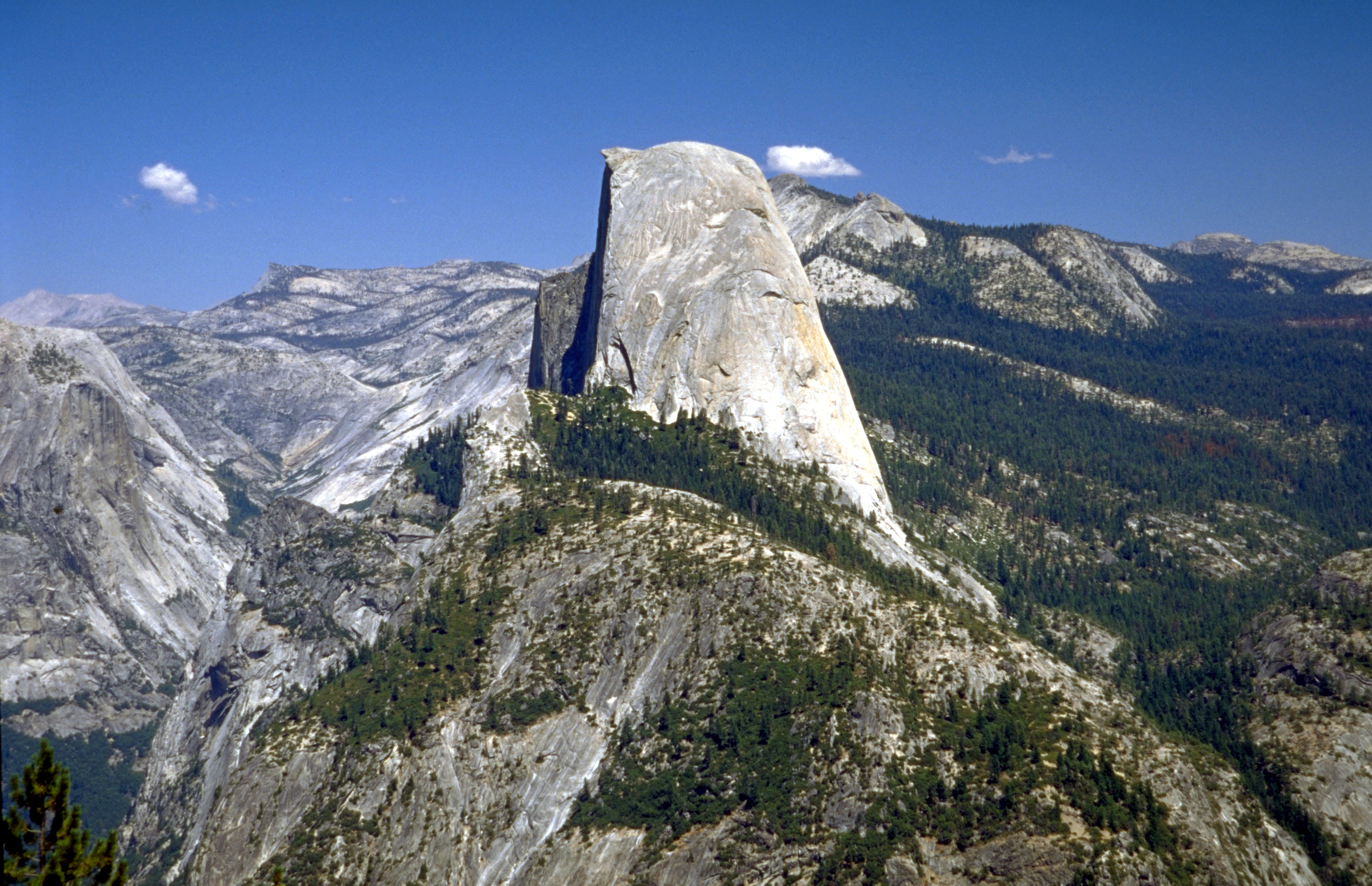
Half Dome z vyhlídky Washburn

Yosemitský národní park navštívilo v roce 2016 rekordních 5 milionů návštěvníků.
Dne 24. července 2018 bylo několik oblastí parku, včetně údolí, uzavřeno kvůli lesním požárům.
V údolí jezdí dvě bezplatné autobusové linky a nachází se zde řada kempů. Vzhledem k počtu návštěvníků je doba pobytu omezena v hlavní sezóně na 1 týden, mimo sezónu na dva týdny. Kempy je nutno rezervovat dlouho dopředu. V celém údolí platí přísná ochrana medvědů. Veškeré potraviny, ale i vše, co by medvěd mohl za potravu považovat (opalovací krém, pasta na zuby) je povinnost ukládat do speciálně upravených Bear boxů, do kterých se medvěd nedostane.
Yosemitské údolí je výletním místem s řadou turistických chodníků a na některé vrcholy lze turisticky vystoupit. Oblíbeným vyhlídkovým bodem je Glacier Point, nejpopulárnější turistický vrchol je Half Dome, na který je povoleno vystoupit po zajištěné cestě Cableway jen pokud k tomu získáte předem permit. Horolezci, kteří vystoupili na Half Dome jinudy, mohou sestoupit po zajištěné cestě Cableway bez permitu. Do údolí spadají krásné vodopády Yosemite Fall a Bridalweil Fall.

### Pěší turistika
Z údolí vede několik stezek, např.
- Stezka Johna Muira – 340 km na horu Whitney
- Mlžná stezka – s výhledem na Vernal Fall a Nevada Fall
- Stezka Four Mile Trail – vede na Glacier Point
- Stezka Yosemitských vodopádů – na vrchol Yosemitských vodopádů

### Horolezectví
Yosemity jsou světovou horolezeckou atrakcí. Mohutné žulové stěny byly od 50. let 20. století nesčetněkrát zdolány a posunuly schopnosti lezců do nových výšin. Zatímco tradičně horolezci na monolity lezou několik dní a nocují na skalních stěnách, moderní horolezecké techniky jim umožňují zdolat skály za pouhé hodiny. Mnoho lezců před zahájením výstupů na velké stěny zůstává v táboře 4. Ten se po druhé světové válce stal významným "místem zrodu moderního skalního lezení" a v roce 2003 byl zapsán do Národního registru historických míst.
V Yosemitském údolí lze vylézt spoustu těžkých i méně náročných skálolezeckých a horolezeckých výstupů. Yosemitské lezení se odehrává z valné části v žulových spárách, nebo v hladkých plotnách na tření. Ve spárách se používají k jištění ve velké míře různé typy vklíněnců, zejména friendy. Plotny o nízkém sklonu, kolem 45 až 50 stupňů jsou jištěny zpravidla sporadicky vrtanými skobami různé kvality. Yosemitské údolí je rájem bigwallů, ale i volného lezení, najdou se i extrémní technické výstupy.
Na zadní straně čtvrťáku státu Kalifornie se vyjímá Half Dome. Výstup na vrchol Half Dome je jednou z nejoblíbenějších túr z údolí a je velmi navštěvovaný. Park nyní vyžaduje povolení k návštěvě stezky a v roce 2011 byla povolení velmi rychle vyprodána poté, co byla k dispozici. Park používá pro turisty losovací systém žádostí o povolení.

## Historie

### Původní obyvatelé Ameriky v Yosemitech
Osídlení vlastního Yosemitského údolí lze datovat přibližně do doby před 3000 lety, kdy se vegetace a zvěř v oblasti podobala té dnešní; na západních svazích Sierry Nevady se vyskytovaly žaludy, jeleni a lososi, zatímco na východě Sierry piniové oříšky a obsidián. Pravěk oblasti se na základě archeologických nálezů dělí do tří kulturních fází: fáze "Crane Flat" (1000 př. n. l. až 500 n. l.) se vyznačuje lovem s oštěpem a používáním brousků; fáze "Tarmarack" (500 až 1200 n. l.), charakteristická přechodem k používání menších kamenných hrotů, což svědčí o vývoji a používání luku a šípu; a fáze "Mariposa", od roku 1200 do kontaktu s Evropou v polovině 19. století.
V 19. století ji obývala skupina Miwoků, kteří údolí nazývali "Ah-wah-nee" a sami sebe Ahwahnechee. Tato skupina měla obchodní a rodinné vazby na Paiuty od jezera Mono z východní strany Sierry Nevady. Každoročně vypalovali vegetaci na dně údolí, čímž podporovali výskyt černého dubu a udržovali louky a lesy přístupné. Tím chránili zásoby své hlavní potravy, žaludů, a snižovali možnost přepadení. V době prvního kontaktu s Evropany vedl tuto skupinu náčelník Tenaya (Teneiya), kterého vychovala jeho matka mezi Paiuty od jezera Mono.

### Prapor Mariposa a první turisté
Prvními cizinci, kteří viděli Yosemitské údolí, byli pravděpodobně členové výpravy Josepha Walkera z roku 1833, která jako první přešla Sierru Nevadu z východu na západ. První popisy Yosemitů však přišly až o téměř 20 let později. Kalifornská zlatá horečka v roce 1849 vedla ke konfliktům mezi horníky a původními obyvateli Ameriky a stát vytvořil dobrovolnický prapor Mariposa jako represivní výpravu proti původním obyvatelům žijícím v oblasti Yosemitů. V roce 1851 vedl prapor major Jim Savage, jehož obchodní stanici na řece Merced Awaneecheeové přepadli. Výsledkem této a dalších misí (Mariposké války) bylo, že náčelník Teneiya a Awaneecheeové strávili několik měsíců v rezervaci v údolí San Joaquin. Následujícího roku se skupina vrátila do údolí, ale po dalších konfliktech s horníky se uchýlila mezi Mono Paiuty. Většina Awaneecheeů (spolu s Teneiyou) byla zahnána zpět do údolí a zabita Paiuty poté, co porušili pravidla krádeží koní.
Členové první výpravy praporu Mariposa sice slyšeli zvěsti o tom, co lze najít na horním toku řeky Merced, ale nikdo nebyl připraven na to, co uviděli 27. března 1851 z místa, kterému se dnes říká Old Inspiration Point (poblíž známějšího Tunnel View). Dr. Lafayette Bunnell později napsal: "Velkolepost scenérie zmírňoval opar, který se vznášel nad údolím – lehký jako závoj –, a mraky, které částečně zastíraly vyšší útesy a hory. Tato mlhavost výhledu jen umocňovala bázeň, s níž jsem ji pozoroval, a jak jsem se díval, zdálo se mi, že celou mou bytost naplňuje zvláštní povznášející pocit, a oči se mi zalily slzami dojetí."
Tu noc se skupina utábořila na dně údolí a souhlasila s návrhem doktora Bunnella, aby mu říkali "Yo-sem-i-ty", protože se mylně domnívali, že to je původní název. Výraz pochází ze slova Yohhe'meti z jižní části Sierry Míwoků, což znamená "jsou to zabijáci", což se vztahovalo na obyvatele tohoto místa .
James Hutchings – který v roce 1855 zorganizoval první turistickou výpravu do údolí – a umělec Thomas Ayers vytvořili většinu prvních propagačních materiálů o Yosemitech, články a celá čísla časopisů o údolí. Ayersovy velmi detailní, úhlově přehnané kresby a jeho písemné zprávy se šířily po celé zemi a v New Yorku se konala výstava jeho kreseb.
Dva z první Hutchingsovy skupiny turistů, Milton a Houston Mannovi, vybudovali první zpoplatněnou cestu do údolí, po níž následoval vznik prvních hotelů v oblasti a dalších stezek. Mnoho prvních průkopníků v tomto údolí evropského původu a několik původních obyvatel Ameriky je pohřbeno na hřbitově Yosemite Cemetery.

### Yosemity: první park
Ayresova práce přivedla obyvatele Východu k poznání Yosemitského údolí a odstartovala hnutí za jeho ochranu. Vlivné osobnosti jako Galen Clark, duchovní Thomas Starr King a přední architekt Frederick Law Olmsted patřili k těm, kteří naléhali na kalifornského senátora Johna Connesse, aby se pokusil Yosemity zachovat.
Prezident Abraham Lincoln podepsal 30. června 1864 zákon, kterým se Yosemitské údolí a Mariposký háj s obřími sekvojovci propůjčují státu Kalifornie "k veřejnému užívání, rekreaci a odpočinku", přičemž obě území "jsou nezcizitelná navždy". Bylo to poprvé v historii, kdy federální vláda vyčlenila malebná území jen proto, aby je chránila a umožnila jejich potěšení všem lidem.
Pouhé označení oblasti za park k její ochraně nestačí. Kalifornie zřídila správu parku až v roce 1866, kdy stát jmenoval Galena Clarka jeho správcem. Následoval jedenáctiletý boj o vyřešení nároků na usedlosti v údolí. Ve zbytku 19. století se řešily problémy spojené s rostoucím cestovním ruchem, kdy bylo nutné vybudovat nejprve dostavníkové cesty, poté železnici Yosemite Valley Railroad, spolu s hotely a dalšími zařízeními v údolí a jeho okolí. V té době však došlo k velkému poškození životního prostředí v samotném údolí. Problémy, které měl Yosemitský park pod státní kontrolou, byly jedním z faktorů, které v roce 1872 vedly k založení Yellowstonského národního parku jako prvního zcela národního parku.
Vzhledem k obtížné dopravě přijížděli první návštěvníci do údolí na několik týdnů až měsíců, často jako celé rodiny s velkým množstvím věcí. První hotely byly proto zřízeny pro delší pobyty a sloužily především bohatým návštěvníkům, kteří mohli strávit delší dobu mimo domov. Jeden z těchto hotelů – hotel Wawona, postavený v 80. letech 19. století – je stále v provozu.
Poté, co se údolí stalo parkem, bylo okolní území stále předmětem těžby dřeva, dolování a pastvy. John Muir zveřejnil škody na subalpínských loukách v okolí údolí a v roce 1890 vláda vytvořila národní park, který zahrnoval mnohem větší území – Yosemitské údolí a háj Mariposa.

### 20. století
Stejně jako Yellowstone byl nový federální park až do roku 1914 pod jurisdikcí americké armády. V roce 1906 stát přenechal údolí a háj Mariposa federální vládě. Po svém vzniku v roce 1916 převzala Yosemity Správa národních parků.
Yosemitské údolí je zapsáno na seznamu národních historických oblastí a kalifornských historických památek. Po vzniku správy parku mělo mnoho jednotlivých majitelů hotelů samostatné koncesní smlouvy. Společnost Yosemite Park Company postavila Yosemite Lodge a Yosemite Village měla vlastní skupinu živnostníků. Požár zničil řadu původních hotelů v údolí a majitelé koncesí přicházeli a odcházeli, dokud Park Service nepřinutila dvě největší společnosti ke sloučení, aby mohla být udělena jednotná koncesní smlouva. V roce 1925 se z obou rodinných společností stala společnost Yosemite Park and Curry Company, která dále vybudovala a dlouhá léta provozovala hotel Ahwahnee jako sídlo společnosti a zavedla řadu tradic, včetně večeře Bracebridge.
Vesnice Curry Village byla místem, odkud vesničané a návštěvníci sledovali Yosemitský ohňopád. Tento " vodopád " představovaly velké množství žhavých uhlíků, které byly shazovány z Glacier Point. Správa parku tuto praxi ukončila v roce 1969 v rámci dlouhodobého procesu snižování pozornosti věnované umělým atrakcím parku.
6. července 1996 se z východní strany Glacier Point zřítil 550 m do údolí mohutný skalní sesuv o odhadované hmotnosti 60 000–80 000 tun, který se řítil rychlostí přes 260 km/h. Prach pokryl tuto část údolí na několik dní a rychlost větru před sesuvem se odhaduje na 480 km/h. Při sesuvu zahynul jeden člověk.

### Plán řeky Merced
V roce 1987 označil Kongres 122 mil řeky Merced za Wild and Scenic River. Yosemitský národní park zahrnuje 81 z těchto kilometrů a v údolí se nachází osm z nich. Toto označení má "... zachovat řeku Merced ve volně tekoucím stavu a chránit kvalitu vody a mimořádně pozoruhodné hodnoty (ORV), díky nimž je řeka hodna označení".
V březnu 2014 vydal systém parků komplexní plán správy River Wild and Scenic River/EIS, který se zabývá ochranou řeky, bezpečností a zlepšením zážitků návštěvníků v parku. V rámci plánu budou obnoveny louky a břehy řeky a odstraněny nepodstatné cesty. Kapacita kempů se zvýší o 37 % a rozšíří se rekreační služby. Plán počítá se zvýšením počtu parkovacích míst pro jednodenní návštěvníky Yosemitského údolí o 8 %, včetně nového parkoviště pro 300 aut. Plán umožní údolí pojmout ve vrcholné sezóně 20 100 návštěvníků denně.
Plán byl kritizován za to, že upřednostňuje návštěvníky parku před ochranou řeky a údolí. Někteří se domnívají, že by se měl dále omezit počet aut a parkovišť v údolí a více se zaměřit na veřejnou dopravu. V rušných letních dnech může u vjezdu do Yosemitů docházet k dlouhým zdržením a dopravním zácpám.